# تنبيه

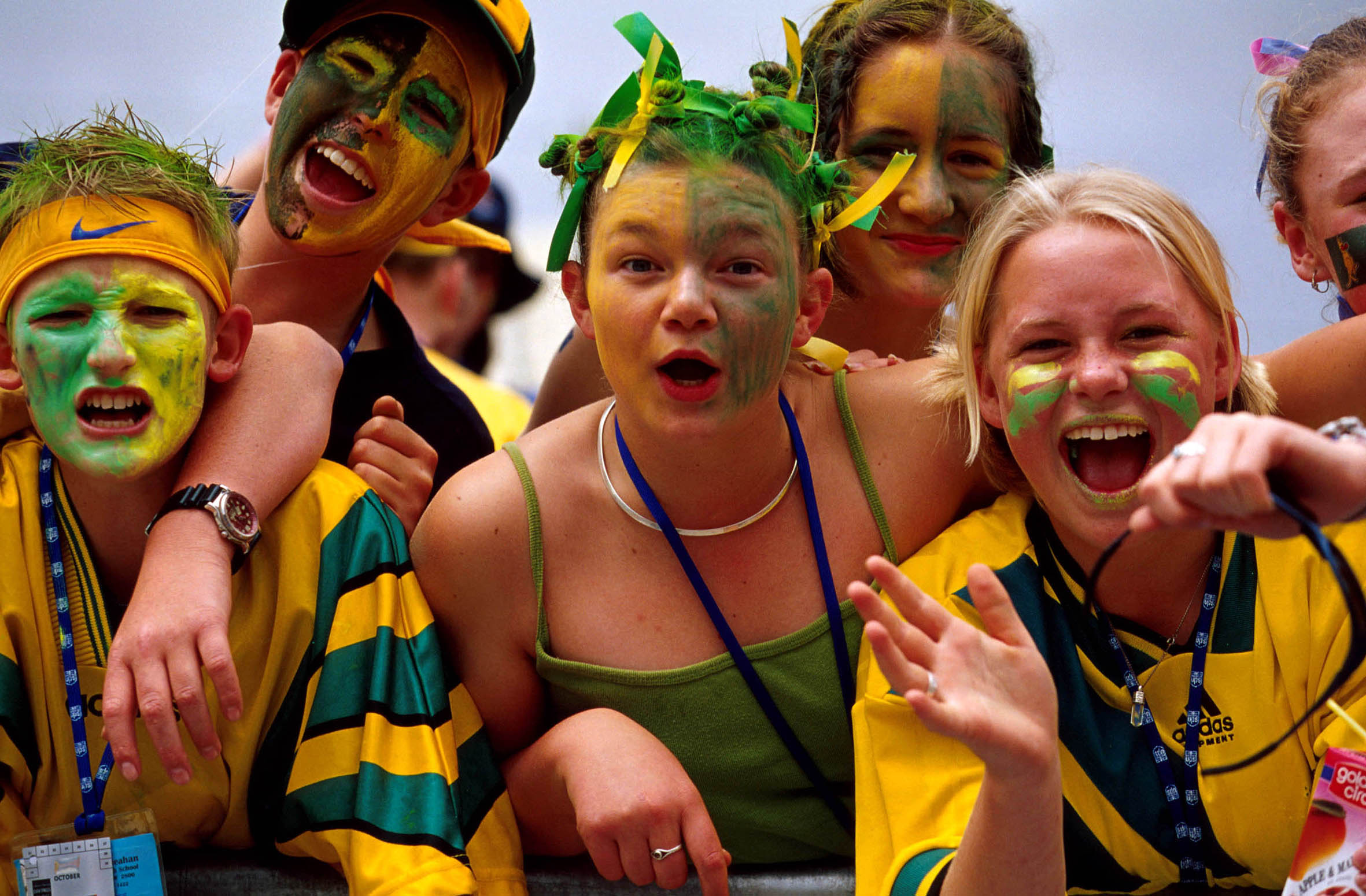
جمهور متحمس في أستراليا.

التنبيه أو التنشيط أو التحفيز (بالإنجليزية: Stimulation)‏ هو الباعث على تكوُّن سبب النشاط. على سبيل المثال:"حفزته المناقشة على البحث في الموضوع أكثر."  يمكن أن يوصف نشاط ممتع أو مثير للاهتمام "بالمحفز أو المنبه" بغض النظر عن تأثيراته الفيسيولوجية على الحواس. نبّه تعني تصرف كمنبه، والمنبه هو أي شيء أو فعل يحمل المتلقي على النشاط.
أحد الاستخدامات الخاصة للمصطلح هو التنبيه الفيسيولوجي الذي يُشير إلى الاستثارة الحسية، وهي تأثيراتٌ خاصة بعدة عوامل أو أشكال طاقة (منبهات) على مستقبلات تؤدي إلى تولُّد نبضات تنتقل على طول الأعصاب إلى الدماغ (العصبونات الموردة). توجد مستقبلات حسية على سطح الجسم مثل مستقبلات الضوء في شبكية العين، الخلايا الشعرية في قوقعة الأذن، مستقبلات اللمس على الجلد والمستقبلات الكيميائية في جوف الأنف والفم. توجد كذلك مستقبلات حسية في العضلات والمفاصل والسبيل الهضمي والأغشية المحيطة بالأعضاء مثل الدماغ، تجويف البطن، المثانة والبروسات (توفر أحد مصادر التحفيز الجنسي).
يمكن أن يُسبب تنبيه المستقبلات الحسية الداخلية أو الخارجية نشاطا لا إراديا أو يوجه النوايا أثناء الأفعال. يمكن اعتبار التصور على أنه تنبيه مُمَفْهَمٌ، يُستخدم في الاستدلال والتنوي. حين يتم تصور تنبيه جسمي، فإن تلك العملية تسمى الإحساس ومن الأمثلة عليها اللمس أو الذوق أو الشم أو شعور مؤلم أو ممتع. يمكن اعتبار ذلك بمثابة تنبيه نفسي، وهو عبارة عن منبه يؤثر على عمليات التفكير أو الشعور الخاصة بالفرد.

## نظرة عامة
يشير التنبيه عموما إلى كيفية تصور الكائنات للمنبهات القادمة، ولذلك هي جزء من آلية الاستجابة للمنبه [الإنجليزية].  تستجيب الكائنات البسيطة للتنبيه بثلاث طرق عموما: يسبب تنبيه قليل ركودها وعدم استجابتها، أما التنبيه الكثير فيسبب موتها نتيجة الضغط  أو عدم قدرتها على التكيف، ويسبب قدر متوسط من التنبيه تكيفها ونموها عند الاستجابة له. الضغط النفسي له فئات وتاثيرات مماثلة في البشر. لذلك يمكن أن يوصف التنبيه على أنه الطريقة التي تسبب بها أحداث خارجية استجابة لدى الفرد في محاولة منه للتأقلم.

## هوامش
1. ↑   ذكر الدكتور أسامة مرعشي في قاموسه على الويب كلمات منها: تحريك، حمل، حفز، حث، تهييج، تنشيط، تنبيه، تحميس، تحريض.[1]
2. ↑   The discussion stimulated him to research the subject more